# Манастир Копорин
Манастир Копорин са Црквом Светог Стефана је православни манастир који припада Епархији браничевској Српске православне цркве. Налази се на ободу разуђеног градског насеља Велике Плане при граничном појасу са Смедеревском Паланком. Представља непокретно културно добро као споменик културе од великог значаја.

## Историја
Манастирска црква подигнута је за време владавине деспота Стефана (1389–1427) уз чији портрет је сачуван натпис са титулом деспота коју је Стефан Лазаревић стекао после битке код Ангоре 1402. године, на основу чега се датује сликарство. О ктитору као и о времену подизања храма нема података. Била је у рушевном стању до 1880. године када је почела прва обнова и дозидана јој је припрата. Касних педесетих и током шездесетих година 20. века рађена је конзервација архитектуре и живописа.
Велика обнова Браничевске епархије у другој половини 20. века почиње са епископом Хризостомом, који је на трон епископа браничевских устоличен 1952. године. Великим пожртвовањем и мисионарском делатношћу (између осталог, био је дугогодишњи уредник својевремено многочитаног Православног мисионара), владика Хризостом увећава монаштво и обнавља манастире. Већ 1953. године цело копоринско братство владика Хризостом премешта у манастир Тумане, а у копорински манастир доводи младе и образоване монахе. Један од најбитнијих догађаја за новију судбину манастира била је владикина одлука о претварању Копорина у женски манастир. Године 1958. у Копорин долазе девет монахиња из манастира Ћелије код Ваљева. За настојатељицу је постављена Сара Ђукетић. Под њеном управом, а касније и мати Серафиме Михаиловић, друге игуманије, и данашње мати Агније Марић, манастир Копорин доживљава своју ренесансу: нов конак је направљен 1962, трпезарија 1966, зграда адаптирана у коначиште за народ 1969, главни конак 1977, дозидан анекс трпезарији 1988, „Прокин конак“ 1997...
Сава Милосављевић је био духовник манастира.
Приликом замене подних плоча у храму у току 1977. године, у северозападном углу брода цркве, испод фреске на којој је приказан Деспот Стефан, пронађене су мошти које су биле на дну гробнице. Након детаљног антрополошког и палеопатолошког прегледа, који је извршио познати антрополог из Лондона Србољуб Живановић, закључено је да се ради о моштима Светог деспота Стефана. Касније је, детаљним ДНК анализама моштију пронађених у манастиру Манасија, утврђено да у Копорину ипак није био сахрањен Свети деспот Стефан. Свечани пренос моштију обављен је октобра 1989. године.

## Архитектура цркве
Црква по типу припада једнобродним, једнокуполним грађевинама, основе сажетог уписаног крста. Кубе почива на витком, осмостраном тамбуру са коцкастим постољем. У просторном смислу подељена је на олтарски простор са ниском полукружном апсидом, наос и припрату. Црква је готово у целости озидана каменом пешчаром, док је опека коришћена веома оскудно за извођење малобројних детаља. Овакво решење у времену када доминира моравски триконхос, указује на утицаје рашке архитектуре. Карактеристично за фасаде ове цркве је да су велики прозори на јужној и северној фасади зазидани, а да је уместо њих изведен само по један узан, а дугачак отвор. Највише осветљења обезбеђује се преко узаних отвора на тамбуру куполе који се завршавају потковичастим проширењем у врху. Западна фасада оживљена је наглашеним подеоним венцем забатно решеним над улазом у храм изнад кога је окулус, а са обе стране су нише са приказом Св. Стефана и Св. Јована.
Живопис је само делимично сачувано и не прати савремене токове моравског сликарства, већ је помало архаично и налик живопису друге половине 14. века. Међутим, овде ипак налазимо зону стојећих фигура светих ратника, карактеристичну за монументално моравско сликарство.